# Лепідин
Лепіди́н (4-метилхінолін, γ-метилхінолін) — гетероциклічна сполука ряду хінолінів. Міститься в кам'яновугільній смолі; можливе отримання з цинхоніну перегонкою з гідроксидом калію. Застосовується як проміжний продукт для синтезу барвників та ліків.

## Історія
Синтез уперше здійснив Г. Біванк (1898) відновленням йодлепідину, отриманого з хлорлепідину, який у свою чергу отримують у синтезі за Кнорром із γ-метилкарбостирилу з {\displaystyle {\ce {PCl5}}} і {\displaystyle {\ce {PCl3}}}.

## Фізичні та хімічні властивості
Рідина з температурою плавлення 9—10 °С і температурою кипіння 260 °С. Не розчинний у воді, розчинний у спирті та ефірі.
Метильна група є сильно кислотною, що дозволяє проходити реакціям конденсації, особливо у випадках, коли атом азоту кватернізовано.
Під час нітрування утворюється 8-нітро-4-метилхінолін, при сульфуванні — 6-сульфо-4-метилхінолін, при дії лугів — 2-окси-4-метилхінолін. Конденсується з формальдегідом в γ-хінолінетанол {\displaystyle {\ce {(C9H6N)CH2CH2OH}}}, що являє собою олієподібну рідину, і в γ-хінолінпропандіол {\displaystyle {\ce {(C9H6N)CH(CH2OH)2}}}.

## Отримання
Отримують:
- виділенням з кам'яновугільної смоли[1];
- циклізацією аніліду ацетооцтової кислоти[ru], потім у отриманому 2-окси-4-метилхіноліні заміщають гідроксогрупу на {\displaystyle {\ce {Cl}}} з використанням POCl3[ru]. На наступному етапі відновним дехлоруванням (Sn + HCl) отримують лепідин[1];
- з аніліну або його солянокислої солі реакцією з однією сполукою з переліку: метилвінілкетон[ru], триметоксибутан, 4-метокси-2-бутанон. Реакцію проводять у 95 % етиловому спирті з використанням хлориду заліза як окисника і хлориду цинку як конденсувального реагенту. Вихід цього способу становлять близько 60-70 %[2].

## Застосування
Лепідін використовують у синтезі метинових барвників та лікарських засобів.